# Black Power

Logotip del Black Power.

Black Power (en català: Poder negre) és un eslògan polític i el terme associat a diverses ideologies associades al mateix. El terme ha estat utilitzat per diversos moviments en defensa dels drets de persones negres per tot el món, encara que especialment pels afroamericans dels Estats Units. El moviment del Black Power va mantenir una presència destacada en la societat nord-americana durant la dècada de 1960 i a principis de la dècada de 1970, emfatitzant l'orgull racial i la creació d'institucions culturals i polítiques per defensar i promoure els interessos col·lectius dels ciutadans negres, fomentar els seus valors, i assegurar la seva autonomia.
El poder negre expressa diversos objectius polítics, des de la defensa contra l'opressió racial fins a l'establiment d'institucions polítiques i sistemes econòmics separats (separatisme). El moviment no només va fomentar aquests principis sinó que va ajudar a la creació d'un pensament radical negre en defensa contra el que es considerava el poder visible i supremacista blanc. La primera utilització coneguda del terme Black Power apareix el 1954 en el llibre Black Power de Richard Wright. El primer ús del terme en un sentit polític va poder haver estat realitzat per Robert F. Williams un escriptor i editor del període 1950-1970. El polític novaiorquès Adam Clayton Powell Jr. va utilitzar el terme el 29 de maig de 1966 durant una conferència en l'Howard University: “Demandar aquests drets concedits per Déu és buscar el poder negre.”

## Origen com a eslògan polític

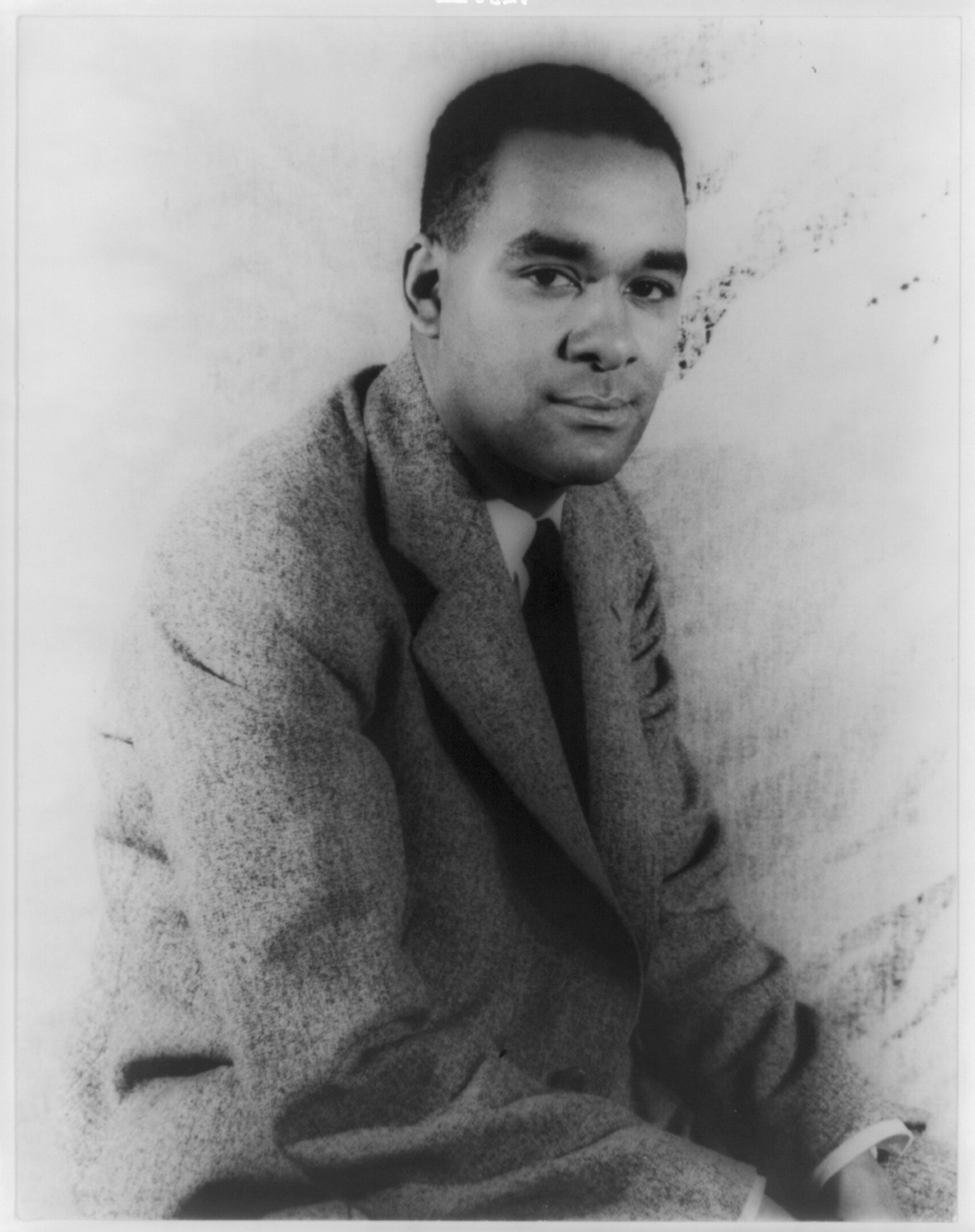
Richard Wright, autor del llibre Black Power.

El primer ús del terme Black Power com a eslògan social i polític va ser realitzat per Stokely Carmichael (posteriorment conegut com a Kwame Ture) i Willie Ricks (posteriorment conegut com a Mukasa Donada), tots dos organitzadors i portaveus del Comitè Coordinador d'Estudiants contra la Violència (CCEV). El 16 de juny de 1966, després de l'intent d'assassinat de James Meredith durant la Marxa contra la Por, Stokely Carmichael va dir:
"És la 27ª vegada que m'han arrestat i no penso tornar a la presó! L'única forma que els blancs #parir d'abusar de nosaltres és prenent el poder. El que anem a dir ara és poder negre! (Black power). 
Stokely Carmichael considerava el concepte de Black Power com una forma de solidaritat entre individus dins del seu moviment polític. Amb la seva concepció i articulació de la paraula, considerava que el seu moviment no només era un moviment contra la segregació racial, sinó per combatre el racisme estès entre la societat nord-americana. Una vegada i una altra va insistir: Per última vegada, “Black Power” significa persones negres unint-se per formar una força política que tria representants o obliga als seus representants a defensar els seus interessos.

## Una qüestió d'ideologia
Alguns adherents del Black Power creuen en l'autonomia dels negres, però amb gran varietat de tendències com una manifestació de nacionalisme i separatisme. Sovint els defensors del Black Power estan decidits a utilitzar la violència per aconseguir els seus objectius, però aquesta postura sovint és acompanyada amb un esforç decidit a organitzar a la comunitat. A causa de la seva actitud violenta, en moltes ocasions els adherents del Black Power van entrar en conflicte directe amb els líders del Moviment pels Drets Civils, sovint actuant de forma antagonista. No obstant això, alguns grups i individus van participar punt entre els moviments a favor dels drets civils com en l'activisme del Black Power.
No tots els defensors del Black Power estaven a favor del nacionalisme negre o del separatisme. Encara que Stokely Carmichael i el CCEV recolzaven el nacionalisme negre, organitzacions com el Partit de les Panteres Negres per a l'Autodefensa, no ho recolzaven. Encara que es consideraven en conflicte amb l'estructura del poder establert en mans dels blancs, no consideraven a tots els blancs com a enemics, només als qui mantenien l'estructura de segregació racial.
Bobby Seale, Canceller i co-fundador de les Panteres Negres va ser especialment clar sobre aquesta diferència. Considerava que l'opressió dels negres s'havia de més al resultat de l'explotació econòmica que al racisme inherent en la societat.
En el seu llibre Seize the Time Wright afirma que: "Des del nostre punt de vista es tracta d'una lluita de classes entre la classe treballadora proletària i la petita classe governant. Els treballadors de totes les races han d'unir-se contra l'opressió i explotació de la classe governant. Així que deixeu-me emfatitzar-ho de nou: creiem que la nostra lluita és una lluita de classes i no una lluita de races".
Bayard Rustin, un veterà del Moviment dels Drets Civils, va ser un dur crític del Black Power en els seus primers dies. El 1966, poc després de la Marxa contra la Por, Rustin va escriure que el Black Power no només manca d'un valor real per al moviment pels drets civils, sinó […] que la seva propagació és realment perjudicial. Desvia al moviment d'un debat seriós i raonat afavorint estratègies i tàctiques personals, aïlla a la comunitat negra i fomenta el creixement de forces en contra dels negres. Va criticar especialment al Congrés d'Igualtat Racial (COIR) i al CCEV per donar suport al Black Power, afirmant que aquestes dues organitzacions havien despertat al país, però ara es troben aïllades i desmoralitzades, cridant un eslògan que pot permetre'ls una satisfacció momentània, però que acabarà destruint-los amb el seu moviment.
A part dels Estats Units, el Black Power va aconseguir una projecció internacional, amb ramificacions en el internacionalisme africà, el panafricanisme, el nacionalisme negre i el suprematisme negre.

## Evolució històrica
El moviment del Black Power als Estats Units va sorgir amb el Moviment pels Drets Civils (1955-1968). Molts membres del Comitè Coordinador d'Estudiants contra la Violència (CCEV), entre ells Stokely Carmichael (posteriorment Kwame Ture) van criticar l'actitud pacifista contra el racisme i la desigualtat –articulada i practicada per Martin Luther King i altres moderats del moviment- i consideraven que la destrucció de la segregació racial havia de ser el seu principal objectiu.
Els membres del CCEV eren en general més joves que els de les altres “Grans Cinc” organitzacions del moviment pels drets civils (L'Associació Nacional pel Progrés de la Gent de Color, la Lliga Urbana, la Conferència del Lideratge Cristiano del Sud i el Congrés de la Igualtat Racial). les organitzacions pels drets civils es van tornar cada vegada més militants i actives amb el pas del temps. Des del punt de vista del CCEV, els racistes no tenien escrúpols a utilitzar la violència contra els negres nord-americans que no sabien “quedar-se en el seu lloc”, i les estratègies acomodaticias dels drets civils havien fracassat en l'obtenció de suficients concessions per als negres.[cita 
Com a resultat, a mesura que el Moviment pels Drets Civils progressava cada vegada més veus radicals i militants van sorgir per desafiar de forma agressiva l'hegemonia blanca. Cada vegada més joves negres rebutjaven la senda moderada de cooperació, integració i assimilació racial. Van rebutjar l'apel·lació a la consciència pública i religiosa i van prendre una perspectiva més activa ja articulada per un altre activista negre més d'un segle abans. L'abolicionista Frederick Douglass va escriure:
Els qui afirmen que defensen la llibertat, però menyspreen l'agitació són homes que volen collir sense llaurar el sòl. Volen que plogui sense tro ni raig. Volen l'oceà sense les seves ones rugientes…El poder no concedeix gens sense exigència. Mai ho ha fet i mai ho farà.
Els líders dels drets civils també defensaven l'agitació, però sense recórrer a mesures físicament violentes. Durant la Marxa contra la Por va haver-hi una divisió entre els seguidors de Martin Luther King i els de Stokely Carmichael, marcada pels seus respectius lemes: Llibertat ara i Black Power.
Encara que Martin Luther King mai va defensar el Black Power, la seva retòrica a vegades es va aproximar als seus principis. En el seu llibre de 1967 Where Do We Go From Here?, King va escriure que el poder no és el dret de naixement de l'home blanc; no serà legislat per a nosaltres i regalat en bonics paquets governamentals.

## Impacte social
Encara que el concepte del Black Power va ser imprecís i interpretat diversament pels qui ho van utilitzar, des dels empresaris que ho van utilitzar per impulsar el capitalisme negre als revolucionaris negres que volien acabar amb el capitalisme, la idea del Black Power va exercir una influència social significativa. Va ajudar a organitzar grups d'autoajuda en la comunitat negra i a la formació d'institucions que no depenien dels blancs. Va ser utilitzat per a la creació de programes d'estudis de cultura negra en instituts i universitats, per mobilitzar als votants negres i per triar candidats negres, així com fomentar l'orgull i l'autoestima racial.

### Impacte polític
Encara que el moviment del Black Power no va resoldre immediatament els problemes polítics dels afroamericans en les dècades de 1960 i 1970, va contribuir al desenvolupament de moviments polítics de forma directa i indirecta. Com a contemporani i successor del Moviment pels Drets Civils, el moviment del Black Power va crear el que el sociòleg Herbert H. Haines crida un “efecte positiu de radicalisme indirecte” en l'ambient polític de la dècada de 1960. Encara que la naturalesa de la relació entre el Moviment pels Drets Civils i el Moviment del Black Power és enfrontada, l'estudi de Haine de la relació entre negres moderats i radicals indica que el Black Power va generar una crisi en les institucions polítiques americanes que va fer més atractiva l'agenda legislativa de les principals organitzacions negres “correctes, realistes i empresarials”. D'aquesta forma els missatges radicals i estridents del Black Power indirectament van ajudar a millorar la posició negociadora dels activistes moderats.
Els activistes del Black Power proporcionaven a la política vitalitat, varietat i creativitat que va marcar el camí de les generacions futures a l'hora de solucionar els problemes socials dels Estats Units. Aquests activistes van aprofitar la progressiva conscienciació de la naturalesa política de l'opressió econòmica i social de la minoria negra, el principal enfocament del Moviment pels Drets Civils, desenvolupant nombroses activitats polítiques i formant comunitats per remeiar la situació.
La Convenció Política Nacional Negra celebrada entre el 10 i el 12 de març de 1972 va ser una pedra angular per a la política negra. Celebrada en Gary, Indiana, una ciutat majoritàriament negra, en la convenció estaven presents diversos grups d'activistes negres, i els blancs van ser completament exclosos. La convenció va ser criticada pel seu exclusivisme racial per Roy Wilkins, que recolzava la integració. Els delegats van crear una Agenda Política Nacional Negra amb objectius establerts entre els quals s'incloïa un nombre proporcional de representants negres al Congrés dels Estats Units, en el control acadèmic de les escoles, la seguretat social nacional, etc. Encara que la convenció no va establir cap política directa, va fomentar els objectius del Black Power i va crear un esperit d'esperança cap a la unitat i autodeterminació dels afroamericans. En les seves conclusions, la convenció establia: A tot moment crític de la nostra lluita a Amèrica hem hagut de pressionar incansablement els límits de la “realitat” per crear noves realitats per a la vida i el nostre poble. Aquest és el nostre desafiament en Gary i més enllà, perquè una nova política negra requereix una visió nova, una nova esperança, i noves definicions del possible. El nostre temps ha arribat. Aquestes coses són necessàries. Tot és possible.
Encara que aquest activisme polític pot ser que no creés mesures directes, va proporcionar models polítics per a moviments polítics, va fomentar mesurades a favor dels negre i va portar els interessos de la comunitat a la política nord-americana. En la seva actitud de confrontació i oposició, el moviment del Black Power va començar un debat en la comunitat negra i als Estats Units com a nació per sobre de les diferències racials, la ciutadania i la democràcia, i sobretot la naturalesa de la societat i el lloc dels afroamericans en ella. La intensitat continuada del debat sobre aquests mateixos temes socials i polítics és un tribut a l'impacte del moviment del Black Power a fomentar la consciència política i la passió dels ciutadans negres.

### Impacte sobre altres moviments
Encara que els objectius del moviment del Black Power eren racialment específics, gran part de l'èxit del moviment ha estat la seva influència sobre el desenvolupament i estratègies de moviments socials i polítics posteriors. Iniciant i sostenint un continu debat sobre la naturalesa de la societat nord-americana, el moviment del Black Power va crear el que altres grups minoritaris i multirraciales van interpretar com un model viable per reestructurar la societat.
Iniciant un debat sobre la democràcia i la igualtat per a tots els ciutadans, el moviment del Black Power va obrir el camí a la pluralitat d'altres moviments per la justícia social, inclòs el feminisme, els moviments mediambientals i la defensa dels drets dels homosexuals. Per a aquests moviments resultava de crucial importància el tema de la identitat política, un tret que va emergir del moviment del Black Power. De la mateixa forma que el Black Power emfatitzava i explorava una identitat negra, els activistes d'altres moviments també van emfatitzar temes de sexe, classe i sexualitat. Molts activistes del Black Power també van participar en altres moviments similars, com va ocórrer amb la “segona onada” de l'activisme pels drets de les dones, recolzat i organitzat fins a cert punt per dones que treballen en les files del moviment del Black Power, o la National Black Feminist Organization. Els límits entre els diversos moviments socials es van difuminar a la fi de la dècada de 1960. És pertinent assenyalar que a mesura que el moviment s'estenia a les variables de sexe, classe i sexualitat, no feia sinó ampliar l'estratègia i la metodologia de la protesta del Black Power.

### Impacte en la identitat afroamericana
A causa de la reputació negativa i militant de grups com les Panteres Negres, moltes persones creien que el Black Power només serviria per causar discòrdia i conflictes als Estats Units. Fins i tot Stokely Carmichael va afirmar: Quan parleu de Black Power, parleu de la construcció d'un moviment que aixafarà tot el que la civilització occidental ha creat.
Encara que en el seu nivell més bàsic el Black Power és un moviment polític, els seus missatges psicològics i culturals, encara que menys tangibles, potser han tingut un impacte més durador sobre la societat nord-americana que canvis polítics concrets. De fet, la fixació en l'impacte polític del moviment sovint enfosqueix les seves manifestacions culturals i el seu paper a fomentar l'orgull afroamericà. William L. Van Deburg, autor de New Day in Babylon afirma que els líders del moviment mai van tenir punt èxit seduint a la gent com a convèncer-los que tenien suficient poder en si mateixos per escapar de la seva presó d'auto-odi."
L'alliberament experimentat pels afroamericans mitjançant el Black Power es va produir sobretot en l'àmbit psicològic. El moviment va impulsar al conjunt de la societat negra a conrear sentiments de solidaritat racial, sovint en oposició al món dels blancs, un món que física i psicològicament havia oprimit als negres durant generacions. Mitjançant el Black Power els negres comprenien la seva cultura i a si mateixos a nivell personal explorant i debatent la pregunta “Qui som?” per establir una identitat unificada i viable.
Dins del Moviment pels drets civils i en la història negra ha existit una tensió entre els qui desitgen minimitzar i maximitzar les diferències racials. W. I. B. Du Bois i Martin Luther King sovint van tractar de restar importància a la raça en la cerca de la igualtat, mentre que els qui desitjaven el separatisme emfatitzaven les diferències extremes i irreconciliables entre races. El moviment del Black Power va acabar aconseguint un etnocentrisme equilibrat i humà.
L'impacte del moviment Black Power generant un debat entre identitat ètnica i consciència negra es manifesta en la relativament recent proliferació d'estudis acadèmics negres i africans en institucions nacionals i internacionals. El respecte i atenció atorgada a la Història i cultura dels afroamericans en àmbits formals i informals en gran part és resultat de la influència del Black Power.

#### “El negre és bell”
El foment de l'orgull en la raça afroamericana sovint es resumeix en la frase El negre és bell. Encara que està relacionada amb un context històric, el seu missatge roman vigent. Les manifestacions externes i apreciació i valoració del negre són nombroses: nines negres, cabell natural, Papa/Papa Noel negre, models i celebritat que en el passat eren excepcions i avui s'han convertit en un fenomen normalitzat.
El moviment cultural de “El negre és bell” tractava de rebutjar la noció de que els trets naturals dels negres com el color de la pell, els trets facials, i el cabell eren inherentment lletjos. John Sweat Rock va ser el primer a encunyar la frase “El negre és bonic” en l'època de l'esclavitud. El moviment animava a homes i dones negres a deixar d'allisar-se el pèl o aclarir el color de la seva pell. La idea prevalente en la cultura americana és que els trets negres eren menys atractius o desitjables que els trets blancs. El moviment va ser en gran part responsable de la popularitat de l'estil “afro”, i sobretot va donar a les generacions futures d'afroamericans el coratge per sentir-se ben sent com són.

### Impacte artístic i cultural
El moviment Black Power va produir elements artístics i culturals que van personificar i van generar orgull en el “negre” i va definir la identitat afroamericana en aspectes que romanen vigents. El moviment del Black Power sovint es percep com una revolució cultural a més de política, amb l'objectiu de celebrar i emfatitzar el distintiu grup cultural representat pels afroamericans als Estats Units i que anteriorment havia estat dominat per les expressions artístiques i culturals. El Black Power va utilitzar tota mena de formes d'expressió folklòrica, literària i política basada en el passat ancestral africà però promovent un missatge d'actualització i definició cultural. L'èmfasi en una distintiva cultura negra durant el moviment Black Power va estendre i va legitimar una separació cultural entre blancs i negres que anteriorment havia estat ignorada. En general, en reconèixer i legitimar la cultura negra, es desafiava la idea de superioritat cultural blanca, i el moviment Black Power va obrir el camí per a la defensa del multiculturalisme posterior.
El concepte cultural de “soul” (ànima) va ser fonamental per a la imatge de la cultura afroamericana personificada en el moviment del Black Power, i estretament relacionada amb la necessitat dels afroamericans d'identificació individual i comunitària. Una expressió centrl de la generació del Black Power va ser la creació d'una imatge d'aïllament i distanciament, d'invulnerabilidad emocional al rebuig, de desafiament des d'una posició d'inferioritat en el conjunt social dominat pels blancs. Les expressions no verbals d'aquesta imatge inclouen tot tipus d'elements, des de postures a la forma de donar la mà, desenvolupant un contrapunt als manierismes rígids dels blancs. El símbol icònic del Black Power va ser el braç alçat amb el bíceps estès i els punys tancats va ser alguna cosa temporal, així com variants de l'encaixada, com a marca de solidaritat comunal, alguns dels quals continuen existint com a part de la cultura negra. L'estil de vestir també es va convertir en una expressió del Black Power en les dècades de 1960 i 1970. Encara que moltes de les tendències populars del moviment no van passar d'aquest període, els ideals de bellesa establerts pel moviment van romandre fins avui. Com Stokely Carmichael va dir el 1966: "Hem de deixar d'avergonyir-nos de ser negres". Un nas ample, uns llavis gruixuts i un cabell arrissat són bonics per a nosaltres i ho seran els agradi o no als blancs. Els estils de pentinat naturals com l'afro van esdevenir un tribut social a la unitat del grup i un suport visible a l'herència negra. Encara que actualment aquests missatges socials ja no influeixin en els estils del pentinat o de la moda, el moviment Black Power va contribuir a diversificar la bellesa i l'estètica, desenvolupant la idea d'una estètica negra que destacava el valor i bellesa de tots els negres.
Desenvolupant una identitat poderosa des dels aspectes més elementals de l'estil de vida afroamericà, el moviment del Black Power també va generar atenció cap a la gastronomia, defensant un estil cuina natural, fresc i autèntic originat a Àfrica. El sabor i nutrició del menjar va ser valorat com un mitjà que havia ajudat a sobreviure als afroamericans al llarg de segles d'opressió i es va convertir en un altre element d'orgull racial. El Black Power també utilitza l'alimentació com a mitjà de distinció entre la cultura blanca i negra; encara que els seus elements no eren específics del menjar afroamericà, els negres creien en la qualitat distintiva, sinó superioritat, de la seva gastronomia. Aliments com el yame, diversos vegetals africans i el pollastre fregit, continuen tenint lloc en la gastronomia afroamericana actual.

#### El moviment del “Black Art” (Art Negre)

Amiri Baraka, fundador del Moviment de l'Art Negre.

El Moviment de l'Art Negre o MAN, va ser fundat en Harlem per l'escriptor i activista Amiri Baraka (anteriorment anomenat Everett LeRoy Jones), i pot considerar-se la ramificació artística del Black Power. Aquest moviment va inspirar als negres a adquirir editorials, revistes, periòdics i institucions artístiques. Altres escriptors coneguts que van participar en aquest moviment van ser Nikki Giovanni; Do L. Lee, posteriorment conegut com a Haki Madhubuti; Sonia Sanchez; Maya Angelou; Dudley Randall; Sterling Plumpp; Larry Neal; Ted Joans; Ahmos Zu-Bolton; i Etheridge Knight. Diverses editorials i publicacions van sorgir del MAN, incloent “Third World Press” i “Broadside Press” de Madhubuti, “Energy Black South Press” de Zu-Bolton i els periòdics “Callaloo” i “Yardbird Reader”. Encara que estrictament no van participar en el Black Power uns altres destacats escriptors afroamericans i novel·listes com Ishmael Reed i Toni Morrison i la poetisa Gwendolyn Brooks poden ser considerats com a artistes influenciats pel moviment.
El MAN va tractar de “unir de forma conscient l'art i la política per col·laborar en l'alliberament del poble negre” i va crear una producció artística afroamericana cada vegada més visible. Encara que molts elements dle MAN es van separar del Black Power, molts objectius, temes i activitats es solaparon. La literatura, el teatre i música dels negres “va servir com a mecanisme d'oposició i defensa mitjançant la creació artística, confirmant la identitat negra i articulant impressions úniques de realitat social.” A més de constituir una manifestació visible i unificadora de “el negre” la producció artística del Black Power també va utilitzar els temes del poder i l'alliberament dels negres. Per exemple, els músics negres no només van transmetre missatges d'unitat racial a través de la seva música, sinó que també es van convertir en significatius models de conducta per als joves afroamericans. Les cançons de protesta no només denunciaven l'opressió i els errors socials, sinó que utilitzaven l'adversitat com a punt de referència i eina per atreure a uns altres a l'activisme. Alguns artistes de l'era del Black Power van realitzar cursos en la tradició dels nacionalistes culturals, i van ensenyar que per alterar les condicions socials, els negres tenien primer que canviar la forma en què es veien a si mateixos; havien d'alliberar-se de les normes dels blancs i esforçar-se per ser més naturals, un tema comú de l'art i la música dels afroamericans. Músics com The Temptations cantaven cançons com Només tinc un desig, ser com tu / Mou-te fill, perquè jo també em moc. En la seva cançó “Missatge d'un home negre”, van expressar els sentiments revolucionaris del moviment Black Power.

Ishmael Reed que no és considerat ni membre ni defensor del moviment Black Power va dir: "No vaig ser convidat a participar perquè em consideraven un integracionista" però reconeix els aspectes positius del Moviment de l'Art Negre i del Black Power:
Crec que el que l'art negre va fer va ser inspirar a molts negres a escriure. A més, no existiria un moviment multiculturalista sense l'art negre. Llatins, asiàtic-americans, i uns altres reconeixen que van començar a escriure com a resultat del moviment de la dècada de 1960. Els negres van donar l'exemple que no estaves obligat a assimilar-te. Podies ser tu mateix, recórrer al teu llegat i a la teva història, a la teva tradició i a la teva cultura. Crec que va ser un desafiament a la sobirania cultural blanca i l'art negre va donar el primer cop.
Entrant en un àmbit habitualment reservat per als blancs, els artistes del Black Power van ampliar les oportunitats dels artistes afroamericans. “Els escriptors i artistes d'avui”, escriu William L. Van Deburg “reconeixen que han de molt a l'explosió del Black Power que va acabar amb l'ortodòxia cultural.”.